# Bracon pityophthori
Bracon pityophthori är en stekelart som först beskrevs av Muesebeck 1925.  Bracon pityophthori ingår i släktet Bracon och familjen bracksteklar. Inga underarter finns listade.